# World Athletics Cross Country Tour 2021/22
Die World Athletics Cross Country Tour 2021/2022 war eine Serie von Laufveranstaltungen im Crosslauf, die vom Leichtathletik-Weltverband World Athletics organisiert wurde. Zwischen September 2021 und März 2022 finden zahlreiche Einzelrennen, die in drei Kategorien, Gold, Silber oder Bronze eingeteilt sind, in verschiedenen europäischen Orten sowie in Nairobi statt. Die sechs besten Athletinnen und Athleten in der Gesamtwertung der Tour erhalten ein extra Preisgeld von World Athletics ausbezahlt.

## Gold
| Datum             | Veranstaltung                                                | Distanz            | Sieger                          | Siegerin                          | Bericht |
| ----------------- | ------------------------------------------------------------ | ------------------ | ------------------------------- | --------------------------------- | ------- |
| 16. Oktober 2021  | Cardiff Cross Challenge Cardiff                              | 9,6 km / 6,4 km    | Hugo Milner 27:18 min           | Charlotte Arter 20:11 min         | [ 1 ]   |
| 24. Oktober 2021  | Cross Internacional Zornoza Amorebieta-Etxano                | 8,7 km / 6,7 km    | Awet Habte 25:54 min            | Francine Niyomukunzi 22:39 min    | [ 2 ]   |
| 31. Oktober 2021  | Cross Internacional de Soria Soria                           | 10,0 km / 8,0 km   | Rodrigue Kwizera 28:57 min      | Lucy Mawia 27:22 min              | [ 3 ]   |
| 14. November 2021 | Cross de Atapuerca Atapuerca                                 | 9,0 km / 8,0 km    | Aron Kifle 25:33 min            | Rahel Daniel 25:03 min            | [ 4 ]   |
| 21. November 2021 | Cross Internacional de Itálica Sevilla                       | 10,1 km / 7,9 km   | Rodrigue Kwizera 28:33 min      | Norah Jeruto 24:22 min            | [ 5 ]   |
| 28. November 2021 | Cross Internacional de La Constitucion Alcobendas Alcobendas | 10,06 km / 8,04 km | Abdessamad Oukhelfen 29:23 min  | Dolshi Tesfu 26:45 min            | [ 6 ]   |
| 5. Dezember 2021  | Mt. SAC Cross Country Invitational Walnut                    | 5,5 Meilen         | Dillon Maggard 27:04 min        | Allie Buchalski 31:54 min         |         |
| 19. Dezember 2021 | Cross Internacional de Venta de Baños Venta de Baños         | 10,58 km / 7,98 km | Rodrigue Kwizera 32:30 min      | Edinah Jebitok 28:44 min          | [ 7 ]   |
| 6. Januar 2022    | Campaccio San Giorgio su Legnano                             | 10,0 km / 6,0 km   | Addisu Yihune 28:39 min         | Dawit Seyaum 18:48 min            | [ 8 ]   |
| 9. Januar 2022    | Juan Muguerza Crosslauf Elgoibar                             | 10,8 km / 7,6 km   | Nicholas Kimeli 33:47 min       | Edinah Jebitok 26:03 min          | [ 9 ]   |
| 30. Januar 2022   | Cinque Mulini San Vittore Olona                              | 10,2 km / 6,2 km   | Nibret Melak 28:33 min          | Teresiah Muthoni Gateri 19:40 min | [ 10 ]  |
| 12. Februar 2022  | Agnes Tirop Cross Country Classic Nairobi                    | 10,0 km            | Samwel Chebolei Masai 29:46 min | Joyce Tele 34:02 min              | [ 11 ]  |
| 20. Februar 2022  | CrossCup de Hannut Hannut                                    | 9,5 km / 6,5 km    | Samuel Fitwi Sibhatu 28:61 min  | Peruth Chemutai 20:43 min         | [ 12 ]  |
| 27. Februar 2022  | Almond Blossom Crosslauf Albufeira                           | 8,45 km            | Rodrique Kwizera 24:21 min      | Rahel Daniel 21:09 min            | [ 13 ]  |
| 6. März 2022      | Gran Premio Cáceres Campo a Través Serradilla                | 10,0 km / 9,0 km   | Thierry Ndikumwenayo 28:04 min  | Yasemin Can 29:24 min             | [ 14 ]  |

## Silber
| Datum              | Veranstaltung                              | Distanz          | Sieger                  | Siegerin                      | Bericht |
| ------------------ | ------------------------------------------ | ---------------- | ----------------------- | ----------------------------- | ------- |
| 25. September 2021 | Lidingöloppet Lidingö                      | 30,0 km          | Samuel Russom 1:36:56 h | Sylvia Mboga Medugu 1:55:03 h |         |
| 28. November 2021  | International Warandecross Tilburg Tilburg | 10,0 km / 8,0 km | Jonas Raess 29:56 min   | Meraf Bahta 27:43 min         |         |
| 22. Januar 2022    | Antrim International Crosslauf Belfast     | 10,0 km / 8,0 km | Zak Mahamed 29:49 min   | Hellen Obiri 26:44 min        | [ 15 ]  |

## Bronze
| Datum            | Veranstaltung                                               | Distanz          | Sieger                         | Siegerin                      | Bericht |
| ---------------- | ----------------------------------------------------------- | ---------------- | ------------------------------ | ----------------------------- | ------- |
| 7. November 2021 | Cross Internacional de San Sebastián Donostia-San Sebastián | 9,6 km / 7,6 km  | Rodrigue Kwizera 26:56 min     | Zenebu Fikadu 25:27 min       | [ 16 ]  |
| 7. November 2021 | CrossCup de Mol Mol                                         | Kurzrennen       | Ruben Querinjean 7:50 min      | Elise Vanderelst 4:53 min     | [ 16 ]  |
| 7. November 2021 | CrossCup de Mol Mol                                         | Langrennen       | Samuel Fitwi Sibhatu 28:42 min | Julia van Velthoven 22:12 min | [ 16 ]  |
| 6. Februar 2022  | Cross della Vallagarina Rovereto                            | 9,0 km / 5,3 km  | Tadese Takele 27:08 min        | Klara Lukan 17:47 min         |         |
| 6. März 2022     | Lotto Cross Cup Brüssel                                     | 10,0 km / 7,0 km | Michael Somers 30:13 min       | Mieke Gorissen 24:08 min      |         |